# JMB Racing
Pour les articles homonymes, voir JMB.

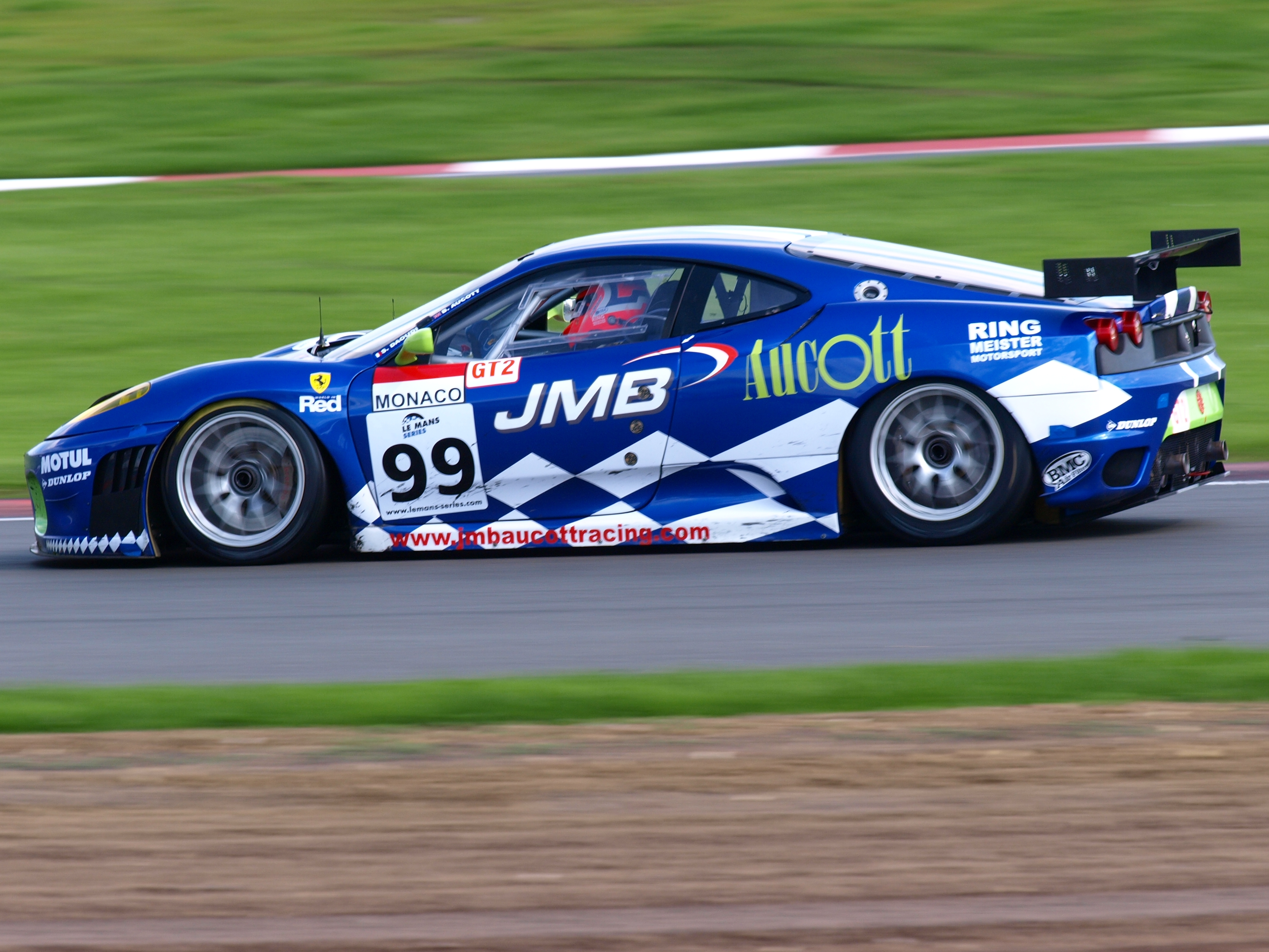
1000km de Silverstone 2008

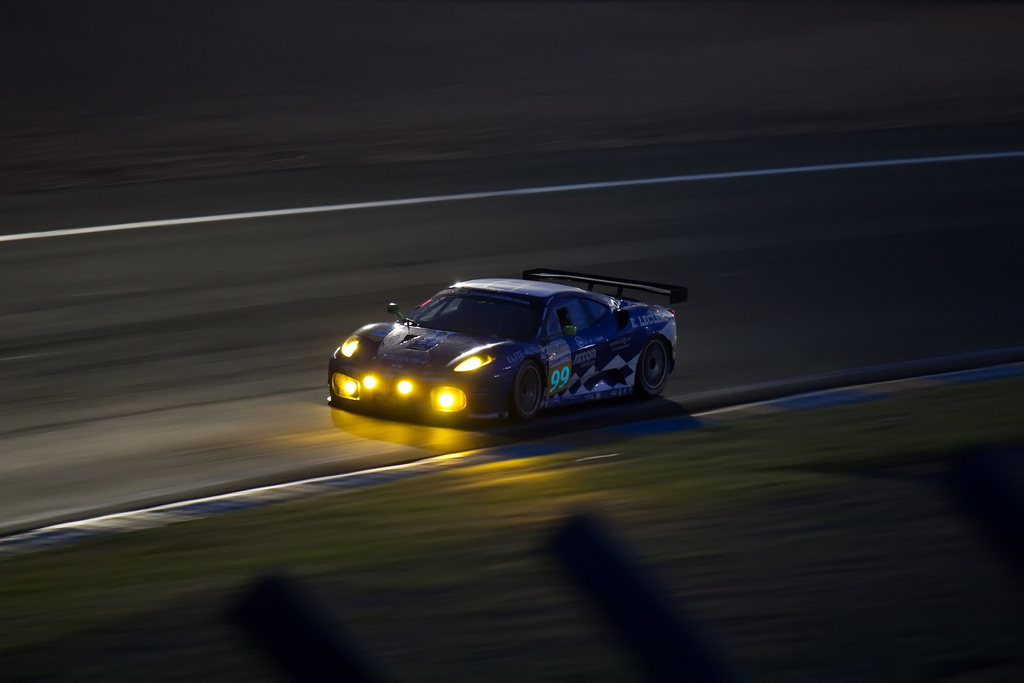
24 Heures du Mans 2009

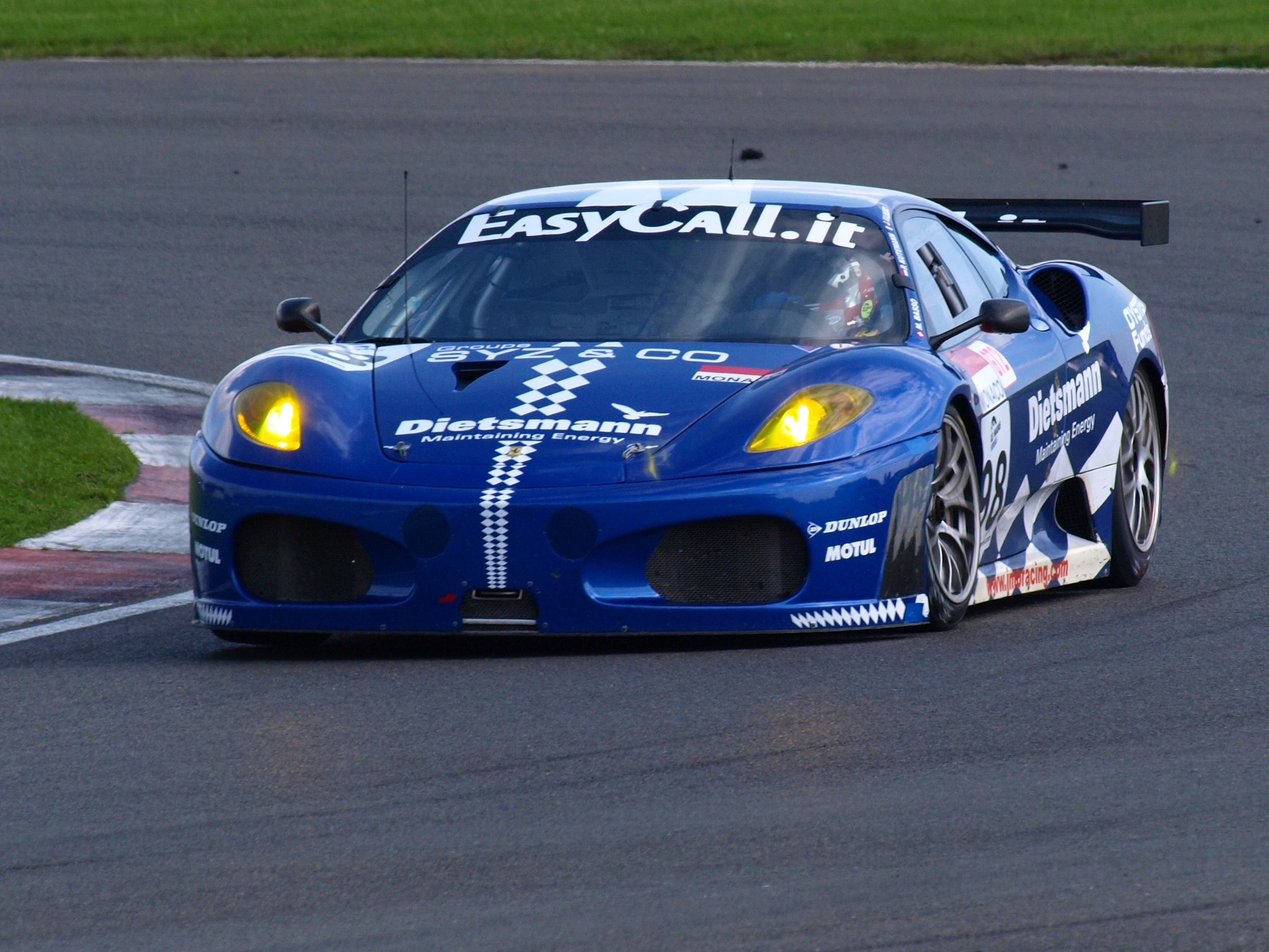
1000km de Silverstone 2008

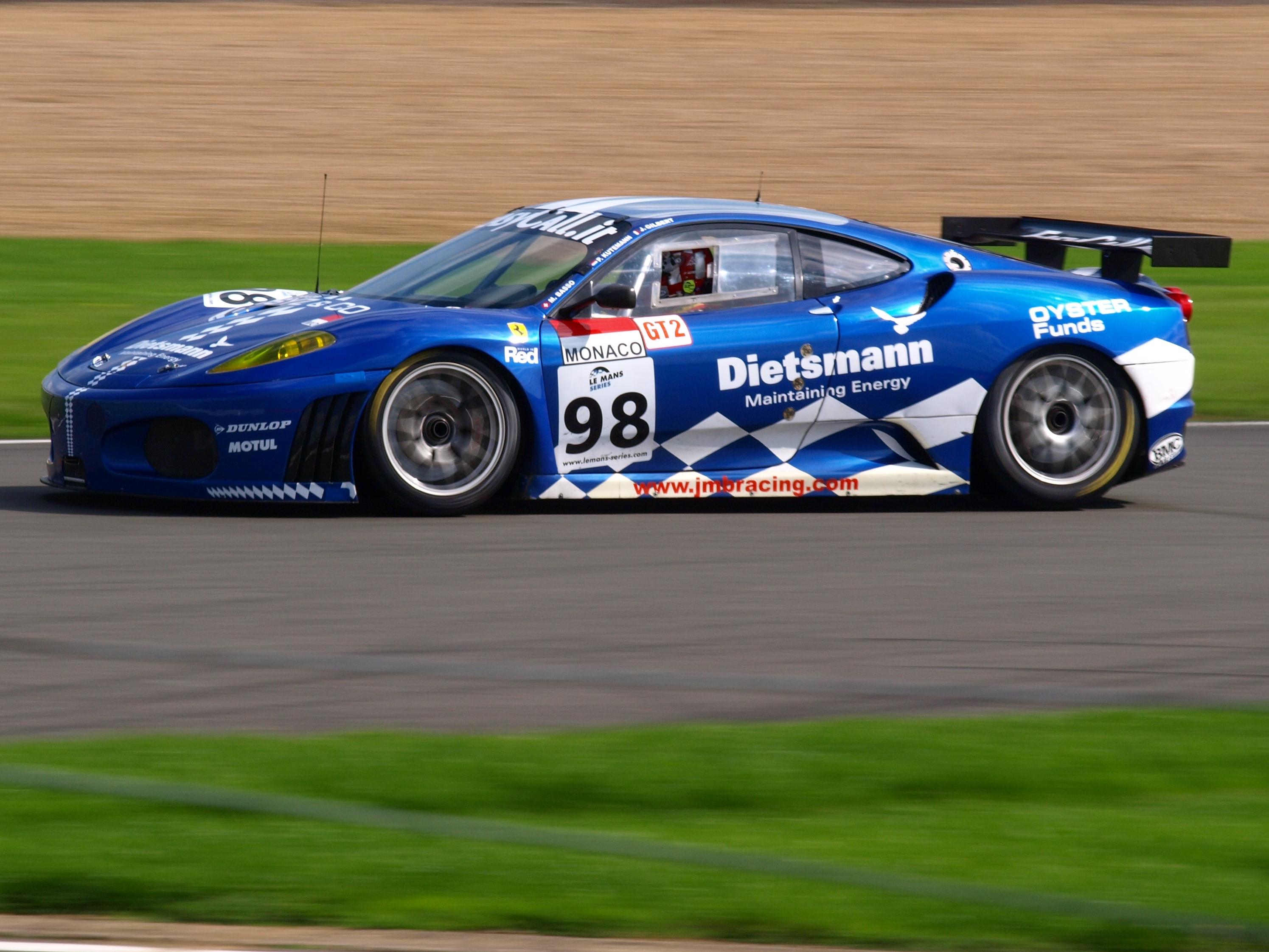
1000km de Silverstone 2008

Le JMB Racing était une écurie automobile monégasque (française de 1995 à 2004), fondée par Jean-Michel Bouresche et Jean-Pierre Jabouille en 1995 sous le nom de JB Racing (J pour Jabouille et B pour Bouresche). En 2000, après le départ de Jabouille, l'écurie est renommé JMB Racing, d'après les initiales de Jean-Michel Bouresche. Elle est basée à Monaco. Elle s'était installée fin 2009 dans les anciens locaux du Toyota F1 Team dans l'enceinte du Circuit Paul-Ricard.
L'écurie portait le nom de JMB Stradale Racing depuis mars 2009 et l'entrée au capital de l'entreprise de Nicolas Misslin. Elle participait en 2010 au championnat Le Mans Series et Championnat de France FFSA GT.

## Historique
L'écurie commence la compétition par le Trophée Andros avant de prendre part à la Porsche Supercup avec Jean-Pierre Malcher et Jacques Laffite avec des titres en 1995 et 1996. Elle participe ensuite au championnat FIA Sportscar avec deux Ferrari 333 SP.
En 2000, Jean-Pierre Jabouille se retire et l'écurie devient le JMB Racing. L'équipe revient en catégorie GT en s'engageant en FIA GT avec une Ferrari 360 Modena, elle participe aussi aux courses américaines comme les 24 Heures de Daytona ou les 12 Heures de Sebring.
En 2009, l'écurie remporte le championnat FERRARI Challenge Pirelli avec le titre Pilote de Nicolas MISSLIN.
En 2011, l'écurie remporte le titre GT OPEN Team et Pilote avec Soheil AYARI, Nicolas MARROC, Joël CAMATHIAS et Nicolas MISSLIN.
En 2018, 2019 et 2020 Nicolas MISSLIN dont la carrière est gérée par JMB RACING Monaco remporte la Porsche Carrera Cup France catégorie Pro-AM.
L’écurie sera engagé en Porsche Mobile Supercup en 2021. 
JMB RACING se concentre aujourd’hui sur la gestion de carrière de sportifs. 

## Palmarès
- Porsche Supercup
  - Vainqueur du titre pilote en 1995 avec Jean-Pierre Malcher et en 1996 avec Emmanuel Collard
  - Vainqueur du titre par équipe en 1995
  - Vice Champion Pro-AM en 2018 (Nicolas MISSLIN)
  - Champion Pro-Am en PCCF en 2018, 2019 et 2020 (Nicolas MISSLIN)

- FIA Sportscar
  - Vainqueur du titre pilote en 1998 et 1999 avec Emmanuel Collard et Vincenzo Sospiri et en 2000 avec David Terrien et Christian Pescatori
  - Vainqueur du titre par équipe en 1998, 1999 et 2000

- FIA GT
  - Vainqueur du titre pilote catégorie N-GT en 2001 avec David Terrien et Christian Pescatori
  - Vainqueur du titre par équipe en 2001

- International GT Open
  - Vainqueur du titre pilote en 2011 avec Soheil Ayari
  - Vainqueur du titre par équipe en 2011

- Le Mans Series
  - Vainqueur du titre pilote catégorie GT en 2004 avec Roman Rusinov
  - Vainqueur dans la catégorie FLM aux 6 Heures d'Imola 2011

- Speedcar Series
  - Vice-champion au classement pilote en 2009 avec Johnny Herbert
  - Vice-champion au classement équipe en 2009

- Ferrari Challenge
  - Vainqueur du titre pilote dans le challenge européen avec Nicolas Misslin[3]

## Pilotes et anciens pilotes
- Soheil Ayari
- Joël Camathias
- Emmanuel Collard
- Alain Ferté
- Jacques Laffite
- Jean-Pierre Malcher
- Nicolas Marroc
- Jaime Melo Jr.
- Christian Pescatori
- Roman Rusinov
- Vincenzo Sospiri
- David Terrien
- Karl Wendlinger